# دم طولانی

نمونه‌ای از یک گراف قانون توان که رتبه‌بندی جمعیت را نشان می‌دهد. سمت راست (زرد) دم طولانی است به سمت چپ (سبز) تعداد هستند که غالب هستند. در این نمونه، برش گونه‌ای انتخاب شده است که مساحت هر دو بخش برابر باشد>،

در آمار و کسب‌وکار، یک دم طولانی یا دم دراز (انگلیسی: Long tail) توزیعی است که بخش زیادی از آن از «سر» یا بخش مرکزی آن دور باشد. این توزیع می‌تواند شامل محبوبیت،  احتمال‌های متنوعی از روی دادن اتفاقات و ... باشد. این عبارت معمولاً بدون تعریفی خاص مطرح می‌شود؛ هرچند تعاریف دقیق نیز برای آن ممکن است.
این اصطلاح را کریس اندرسون (به انگلیسی: Chris Anderson) ابداع کرد و برای مطرح کردن آن، از اصل پارتو استفاده کرد. دم دراز در حوزۀ صنایع رسانه‌ای  به این معناست که با توزیع دیجیتال و کاهش هزینه‌های توزیع، می‌توان از کالاهایی که خریداران اندکی دارند، درآمد داشت؛ درست است که تعداد خریداران یک کالا ممکن است کم باشد، اما مجموعی از خریداران کم کالاهای گوناگون در کنار یکدیگر، درآمد  نو و زیادی را برای این صنایع پدید می‌آورد.